# کاماریلو ۵۶۵۳
سیارک ۵۶۵۳ (به انگلیسی: 5653 Camarillo، نامگذاری:1992WD5) پنج هزار و ششصد و پنجاه و سومین سیارک کشف شده‌است که در ۲۱ نوامبر ۱۹۹۲ کشف شد.
قدر مطلق سیارک برابر ۱۱.۲ است.